# Aeroportul Mount Etjo
Aeroportul Mount Etjo (IATA: MJO, ICAO: FYME) este un aeroport din Namibia.
Situat la o altitudine de 1.542 m, aeroportul dispune de o singură pistă.